# 伊爾辛根湖

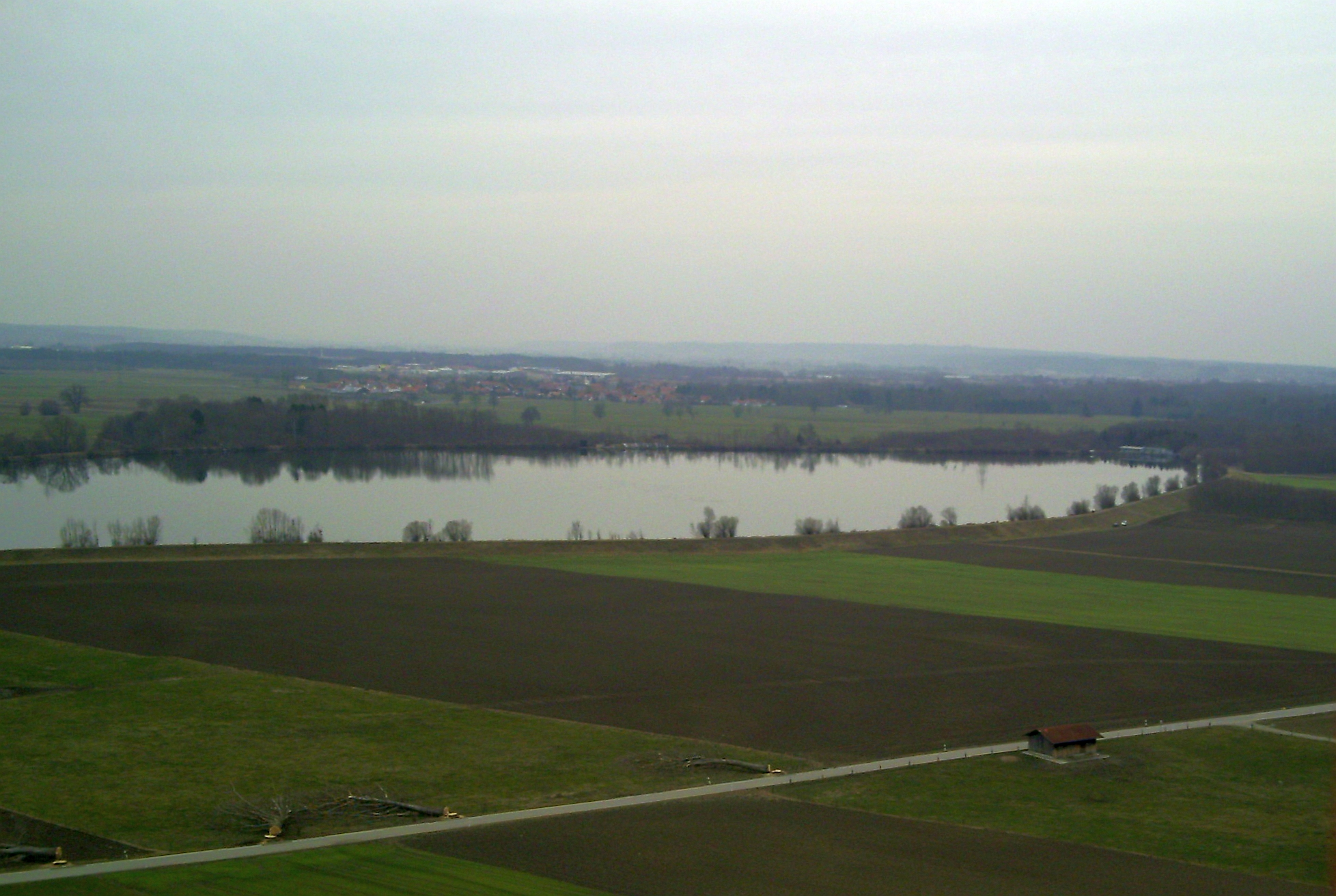

伊爾辛根湖（德語：Irsingener See），是德國的湖泊，位於該國東南部，由巴伐利亞州負責管轄，長1.1公里、寬0.5公里，面積0.29平方公里，海拔高度617米，水體容量150萬立方米。